# Завод метанолу у Джубайлі (Chemanol)
Завод метанолу у Джубайлі (Chemanol) – підприємство нафтохімічної промисловості, яке діє у індустріальному центрі Джубайль на східном узбережжі Саудівської Аравії.
З 1991 року саудійська Methanol Chemicals Company Limited (також відома як Chemanol) здійснює на майданчику в Джубайлі виробництво формальдегіду, потужність якого станом на 2006-й досягнула 70 тисяч тон. Сировиною виступає метанол, який спершу закуповували на ринку (можливо відзначити, що в тому ж Джубайлі діє потужний метаноловий комплекс компанії Ar Razi). Нарешті, в 2009-му ввели в дію власне виробництво сировини потужністю 231 тисяча тон на рік.
На початку 2020-х Chemanol узялась за проект з випуску диметилдисульфіду та метилдіетаноламіну, під який вирішили збільшити потужність по метанолу до 331 тисячі тон. Заершення модернізації очікується у 2023 році.
Як сировину для продукування метанолу підприємство використовує природний газ, який надходить до Джубайлю по трубопроводах Беррі – Джубайль, Утманія – Беррі, Хурсанія – Беррі, Васіт – Беррі, а з середини 2020-х зможе також надходити по газопроводу Танаджиб – Джубайль.